# Sumoman
Sumoman (дословный перевод Сумоист) — компьютерная игра в жанре головоломка, разработанная независимой российской компанией Tequilabyte Studio. Игра была анонсирована в декабре 2013 году, а выпущена весной 2017 года.
В игре предстоит играть за сумоиста, попавшего на остров, где все магическим образом заснули, и, пройдя головоломки, спасти всех.

## Сюжет
Главный герой, живущий в средневековой Японии, возвращается домой с турнира по сумо, так как получил тревожную весточку от своей бабушки. Прибыв на родной остров, он обнаруживает, что абсолютно все в деревне спят, и ничто не может их пробудить, только на борца не действуют чары. Главный герой понимает, что в этом замешаны какие-то магические силы, и он решает помочь пробудить людей. Преодолев различные трудности, сумоист приходит домой. Там он находит письмо, связанное с вечным сном людей, обращённое к «верховному прорицателю», знаменитому волшебнику, и решает отправиться к нему за помощью.
По пути он случайно встречает замок клана ниндзя, там главный герой узнаёт о существовании некого «кристалла сна» и о приказе выкрасть его. Затем он попадает в монастырь, где также все заснули непонятно из-за чего. Сумоист понимает, что кристалл сна замешан во всём этом, так как его уже выкрали. После этого борец отправляется в столицу искать «верховного прорицателя».
Придя в императорский дворец, главный герой узнаёт, что прорицатель специально усыпил людей с помощью камня и построенной им машиной, ради получения власти. Колдун со злым умыслом уменьшает сумоиста до микроскопических размеров и тот, пробравшись в машину, выводит её из строя и обезвреживает прорицателя. Люди начинают просыпаться, а главный герой идёт принимать пищу.

## Игровой процесс
| Системные требования | Системные требования            | Системные требования            |
| -------------------- | ------------------------------- | ------------------------------- |
|                      | Минимальные                     | Рекомендуемые                   |
| Windows              |                                 |                                 |
| ОС                   | Windows 7                       | Windows 10                      |
| ЦПУ                  | Intel Core 2 Quad               | Intel Core i3                   |
| Объём ОЗУ            | 2 GB ОЗУ                        | 4 GB ОЗУ                        |
| Видеокарта           | NVIDIA GTX 260                  | NVIDIA GTX 460                  |
| Apple Mac            |                                 |                                 |
| ОС                   | Mac OS X 10.11 "El Capitan" x64 | Mac OS X 10.11 "El Capitan" x64 |
| ЦПУ                  | Intel Core i3                   | Intel Core i5                   |
| Объём ОЗУ            | 2 GB ОЗУ                        | 4 GB ОЗУ                        |
| Видеокарта           | Intel HD 5000                   | Intel Iris 540                  |
| Linux или SteamOS    |                                 |                                 |
| ОС                   | SteamOS, Ubuntu 14.04 64bit     | SteamOS, Ubuntu 16.04 64bit     |
| ЦПУ                  | Intel Core 2 Quad               | Intel Core i3                   |
| Объём ОЗУ            | 2 GB ОЗУ                        | 4 GB ОЗУ                        |
| Видеокарта           | NVIDIA GTX 260                  | NVIDIA GTX 460                  |

Игра представляет собой смешение трёхмерного пространства с двухмерным, то есть окружение выглядит объёмным, но герой может перемещаться только в одной плоскости. Как говорят разработчики, игра в 2,5D измерении. Борец сумо способен ходить влево и вправо, также быстро бегать и высоко прыгать, способен толкать ящики. Игрок способен ломать преграды в виде досок, а также способен разрушать гнилые ящики. При использовании этих способностей сумоист способен трясти землю, с помощью чего можно достать предмет, лежащий выше игрока.
На протяжении всей игры нужно проходить головоломки с помощью физики.
На уровнях разбросаны различные роллы, поедая которых можно повышать свой ранг. Окончательный ранг, как и в сумо — Ёкодзуна.

### Многопользовательский режим
В игре также есть многопользовательский режим.
Всего есть два режима : «царь горы» и «Бег наперегонки». В первом надо поднять флаг своего цвета , а во втором пройти уровень быстрее оппонента.

### Особенности
- Главный герой из-за своего веса не может самостоятельно подняться[11].
- В игре есть перемотка времени назад до 10-и секунд, сделано это было для того, чтобы играть было легче[8]

## Создание игры

### Зарождение идеи
Прообразом этой игры была другая инди-игра под названием Сумотоха с таким же стилем.
Идея создания игры sumoman появилась у команды разработчиков после созданной ранее игры, где игровой процесс заключался в перемещении предметов. Также идеей послужил рекламный ролик компании Pepsi с участием сумоистов.

### Разработка
Графика, концепция и стилизация игры была взята из игр Limbo, «Принц Персии» и Trine 2.
Историю о сумоисте разрабатывала группа всего из двух человек: Станислава (геймдизайнер) и его брата Алексея (программист). Ими же был выбран движок для игры российского происхождения — Unigine. Игра разрабатывалась примерно четыре года. Такой долгий срок был обусловлен тем, что команда Tequilabite не могла полностью сосредоточится на своей игре из-за работы фрилансерами. Поэтому разработка игры велась в начале создания в свободное время .
Для озвучки игрового персонажа специально пригласили актёра из Японии (его зовут Kentaro ken-p Sato). Для создания звуков игрового окружения (звуки ходьбы, перекатывания ящиков и т. п.) была приглашена команда GaminGearz.

### Вывод игры вSteam Greenlight
Данный период существования игры обошёлся большим количеством переживания со стороны разработчиков. С самого начала был большой пик внимания к игре и многие люди хотели официального выхода игры в Steam (58 % за и 42 % против). Разработчики написали некоторым видеоблоггерам письма, но многие остались без ответа. Однако к обсуждению всё-таки присоединилось ещё больше народа. Затем была попытка прорекламировать игру в сервисе Reddit, из-за чего количество обсуждающих будущее Sumoman’a увеличилось, однако голосов «за» стало меньше (с 57 % упало до 53 %).
30 декабря игре дали разрешение выйти в интернет-магазине Steam.

## Оценки и критика
| Русскоязычные издания | Русскоязычные издания |
| Издание               | Оценка                |
| --------------------- | --------------------- |
| PlayGround.ru         | 6,1/10                |
| «Игры Mail.ru»        | 7,5/10                |

Большинством игроков игра была оценена положительно. Как заметили некоторые пользователи, в игре присутствует не очень удобное управление.
По мнению сайта Belongplay.ru, лицевая анимация персонажей лучше, чем в игре Mass Effect: Andromeda.
По мнению сайта Gametyrant.com, сюжет не идеальный, но графика и шутки в игре Sumoman хорошие. Оценка 6/10.